# 第11軍団 (北軍)

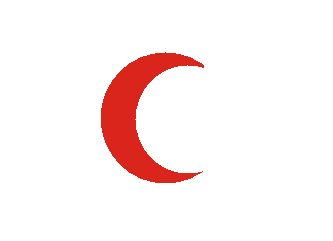
北軍第11軍団第1師団記章

南北戦争中の北軍第11軍団（XI Corps）は、当初バージニア軍第1軍団として編成され、後にポトマック軍の所属となって第11軍団に名称変更された、移民ドイツ人の連隊を多く含む軍団である。

## 結成とバレー方面作戦
第11軍団の元となったのは、ジョン・C・フレモントの山岳軍管区（Mountain Department）の部隊とルイス・ブレンカー（Louis Blenker）の移民ドイツ人師団（第2軍団第3師団）の2つの部隊である。ブレンカーは第一次ブルランの戦いで移民ドイツ人旅団の旅団長を務めており、予備に回ったため戦闘にはほとんど参加しなかったが、後にはポトマック軍の師団長となっている。しかしながら、1862年春のポトマック軍の半島方面作戦にはブレンカーの師団は参加せず、フレモントの部隊に加わった。フレモントの部隊は、バージニア西部（現在のウェストバージニア州）で活動した。1862年春に南軍ストーンウォール・ジャクソンがバレー方面作戦を開始すると、マクドウェルの戦い（5月8日）とクロスキーズの戦い（6月9日）でジャクソンと戦った。部隊は大きな損害を受け、6月末までには補給も困難となった。兵士には数ヶ月間給与が払われず、また病気や落伍によって多くの兵を失った。
1862年6月24日、ジョン・ポープ少将のバージニア軍が結成されたことに伴い、エイブラハム・リンカーン大統領の命令により、山岳軍管区はバージニア軍第1軍団と名称が変更され、引き続きフレモントが司令官を務めることとなった。バージニア軍はフレモントの第1軍団の他、第2軍団（ナサニエル・バンクス、元はポトマック軍第5軍団で後に12軍団に名称変更）、第3軍団（アービン・マクドウェル、元はポトマック軍第1軍団で、後に第1軍団としてポトマック軍に復帰）で構成されていた。
フレモントは自身の方が先任であるとして、ポープの部下になることを拒否した。このため、6月29日にフランツ・シーゲルが軍団長を引き継いだ。第1軍団の多くのドイツ人兵士はあまり英語は話せなかったが、英語とドイツ語を混ぜた「I fights mit Sigel（ジーゲルと共に戦う」は、彼らのスローガンとなった。リンカーンは、軍事的というより政治的メリットからシーゲルを軍団長に据えた。第二次ブルランの戦い（8月28日 - 8月30日）でもシーゲルは軍団を率いたが、戦死295人、戦傷1,361人、行方不明431人、合計2,087人という大きな損害を受けた。第二次ブルランでは軍団は3個師団で編成されていたが、師団長はロバート・カミング・シェンク准将、アドルフ・フォン・シュタインヴェール（Adolph von Steinwehr）准将、カール・シュルツ准将の3人で、全員がドイツ語を話せた。加えて、ロバート・ミルロイ（Robert H. Milroy）准将の独立旅団が追加されていた。
1862年9月12日の一般命令129号により、軍団はポトマック軍の所属となり名称は第11軍団に変更された。これはマクドウェルの第3軍団が、ポトマック軍に復帰して元の名称の第1軍団に戻ったことに伴うものであった。ポトマック軍のメリーランド方面作戦および1862年秋の間、第11軍団はワシントンD.C.正面の北バージニアにあり、センターヴィル付近の前哨基地をいくつか占領した。12月にはフレデリックスバーグへ向かって進軍したが、北軍の敗北に終ったフレデリックスバーグの戦い（12月11日-12月15日）には加われなかった。その後バージニア州スタンフォードで冬営に入った。

## チャンセラーズヴィルとゲティスバーグ
1863年2月にポトマック軍の司令官がジョセフ・フッカーに交代すると、シーゲルはポトマック軍内で序列2位の将官となった。このことと、第11軍団の規模が他の軍団と比較して小さかったことから、シーゲルは軍団の規模拡大を願い出た。彼の申し出は拒否され、怒ったシーゲルは軍団長を辞任した。後任には、自身より後任のダニエル・シックルズが先に軍団長になったことに不満をいだいていた、オリバー・O・ハワード少将が就任した。
ハワード少将は、1863年5月1日-3日のチャンセラーズヴィルの戦いで軍団の指揮を務めたが、構成はチャールズ・デヴァンス（Charles Devens）、フォン・シュタインヴェール及びシュルツの3個師団、実働12,619人であり、27個連対中13個連隊がドイツ人連隊であった。第11軍団の兵は経験を積んだ古参兵が多かったが、軍団長がドイツ人のシーゲルからハワードに代わったことで士気は落ちていた。5月1日、南軍のロバート・E・リー大将とその部下のストーンウォール・ジャクソンは、リスクは高いが大胆不敵な攻撃計画を決定した。南軍はチャンセラーズヴィルの4万の兵を分割し、ジャクソンが南軍第2軍団の28,000人を率いて北軍の右側面を攻撃することとした。5月2日、ジャクソンはこの計画を完璧に実行し、北軍右翼に密かに回り込んだが、不運な第11軍団が攻撃対象となった。北軍右翼は川や山といった地形上の障害物で守られているわけではなく、「開放」されていた。ハワードは南軍が彼の前線を攻撃する可能性があることを警告されていたが、ジャクソンの攻撃に対して何の準備もしていなかった。午後6時にジャクソンの軍団が攻撃を開始したとき、第11軍団は全く戦闘準備ができておらず、多くが夕食を食べている最中であった。攻撃は完全に成功し、ジャクソンの軍歴の中でも最高得点に値するものであった。いくつかの旅団は戦闘のために前線を移動させたり、1時間以上勇敢に抵抗し、敵の進撃を遅滞させ、その後秩序を保って後退することができたが、第11軍団全体にとっては大惨事となった。チャンセラーズヴィルでの第11軍団の損害は、戦死217人、戦傷1,218人、捕虜・行方不明972人の、合計2,407人であった。
ゲティスバーグの戦いでも軍司令官はハワードが努め、師団長はフランシス・C・バーロー、フォン・シュタインヴェール、シュルツで、26個歩兵連隊と5個砲兵中隊から構成されていた。兵士たちは、チャンセラーズヴィルでの汚名を注ぐ希望をもって戦場に向かった。6月1日の昼頃、軍団は町の南部に到着したが、第1軍団が町の西で既に戦闘に入ったことを知った。ハワードはフォン・シュタインヴェールの師団をセメタリーヒルの高地に予備として配置し、残りの2個師団を北に向かわせた。ハワードは、ウィンフィールド・スコット・ハンコックが到着するまでの暫くの間、戦闘全体の指揮をとった。
南軍リチャード・イーウェルの第2軍団から北方から到着し、圧倒的な突撃をかけてきた。バーローの師団は軍団右翼に配置されていたが、愚かにも部隊を小さな丘（現在ここはバーローの小山と呼ばれている）に向かって動かしたが、これによって前線に突出部ができ、そこが多方向から攻撃されることになった。南軍ジュバル・アーリーの師団はこの機を利用し、バーロー師団を後退させた。バーロー自身も負傷し、捕虜となった。軍団右翼の崩壊は、ドミノ倒しのように軍団左翼を崩壊させ、さらにその左にあった第1軍団にも及んだ。このため北軍はゲティスバーグを撤退し安全なセメタリーヒルまで後退したが、その途中に多くの兵士が捕虜となった。翌日、第11軍団は防御任務につき、セメタリーヒルの東部をアーリーの第2回目の攻撃から守りきった。ゲティスバーグの戦いの前日には、軍団の兵力は10,576人と報告されていたが、戦闘に参加したのは9,000人以下で、戦死368人、戦傷1,922人、捕虜・行方不明1,511の合計3,801人の損害を出した。

## テネシー
ゲティスバーグの戦いの後、第11軍団はバージニアに戻った。8月7日、第1師団は第11軍団の所属から離れ、サウスカロライナ州チャールストンへ向かうよう命令を受けた。9月24日、第2師団（フォン・シュタインヴェール）及び第3師団（シュルツ）は、カンバーランド軍の補強のため、第12軍団と共にテネシーへ向かう命令ようを受けた。これら2個師団は総人員20,000人を超えていたが、1週間の間に1,200マイル以上を移動し、テネシー川の沿いのブリッジポートに事故も遅滞もなく到着した。なお、ジョセフ・フッカーが第11軍団と第12軍団の総合指揮官となった。
10月29日、包囲されたチャタヌーガへの補給路を確保するために開始された、ワウハッチーの戦い（Battle of Wauhatchie）の戦いで、ハワードの2個師団は第12軍団を支援するよう命令された。
戦場に到着すると、フォン・シュタインヴェール師団のオーランド・スミス（Orland Smith）大佐の旅団は、敵と面する急な丘に対して突撃をかけた。敵からの銃火を浴びたが発砲は行わず、銃剣のみでジェイムズ・ロングストリートの南軍古参兵を塹壕から追い落とした。この攻撃でいくつかの連隊は大損害を受けたが、この極めて勇敢な攻撃はユリシーズ・グラント等の高官達から大きな賞賛を受けた。
11軍団の一部は、ミッショナリー・リッジの戦いにも参加し、左翼のウィリアム・シャーマンと協力した。戦いの後、軍団はノックスビルの解放に向かったが、この作戦の困難さと補給不足は、以前に経験した作戦を上回るものであった。
1864年4月、第11軍団の2個師団は分割され、新たに組織された第20軍団の所属となった。ハワードは第4軍団の軍団長となり、その後さらにテネシー軍の司令官に昇進した。

## 歴代軍団長
| フランツ・シーゲル      | 1862年9月12日 – 1863年1月10日       |
| Julius Stahel           | 1863年1月10日 – 1863年1月19日       |
| カール・シュルツ        | 1863年1月19日 – 1863年2月5日        |
| フランツ・シーゲル      | 1863年2月5日 – 1863年2月22日        |
| Adolph von Steinwehr    | 1863年2月22日 – 1863年3月5日        |
| カール・シュルツ        | 1863年3月5日 – 1863年4月2日         |
| オリバー・O・ハワード   | 1863年4月2日 – 1863年7月1日         |
| カール・シュルツ        | 1863年7月1日 – July 1, 1863年7月1日 |
| オリバー・O・ハワード   | 1863年7月1日 – 1863年9月25日        |
| * オリバー・O・ハワード | 1863年9月25日 – 1864年1月21日       |
| * カール・シュルツ      | 1864年1月21日 – 1864年2月25日       |
| * オリバー・O・ハワード | 1864年2月25日 – 1864年4月10日       |

 *カンバーランド軍所属。他は全てポトマック軍所属。

## 参考資料
- Eicher, John H., and Eicher, David J., Civil War High Commands, Stanford University Press, 2001, ISBN 0-8047-3641-3.
- Fox, William F., Regimental Losses in the American Civil War, reprinted by Morningside Bookshop, Dayton, Ohio, 1993, ISBN 0-685-72194-9.
- Schurz, Carl, Reminiscences, 3 vols., New York: McClure Publ. Co., 1907.  In Volume II, Chapter VIII, Carl Schurz details his experiences with the Eleventh Corps.